# Parti humaniste du Chili
Pour les articles homonymes, voir Parti humaniste.
Le Parti humaniste du Chili (gauche extra parlementaire) est un parti politique chilien. Son nom original est Partido humanista.

## Origine
Fondé en 1984 dans une vingtaine de pays, le PH est l'expression politique du Mouvement Humaniste.
Au Chili, il fut surtout la première force de gauche à se constituer en parti politique lorsque cela fut possible vers la fin de la dictature du général Pinochet malgré les incertitudes qui pesaient sur l'avenir de telles forces.

## La Concertación
À la chute de la dictature, le Parti humaniste participa au gouvernement de transition de la Concertation des partis pour la démocratie, qui fut globalement maintenu en place lors des élections suivantes.
Cette période restera marquée par la figure politique de Laura Rodriguez, dont l'aphorisme était "Dos au pouvoir, face au peuple".
Quelques années plus tard, considérant que la Concertación ne gouvernait plus en accord avec ses objectifs annoncés et ses mandats, le PH se retira complètement de ses charges gouvernementales.

## Guerre d'Irak
En 2002, après une période de faible visibilité, le PH anticipe la guerre d'Irak bientôt lancée par les États-Unis, et met les pieds dans le plats de la politique chilienne. 
Le Chili est habituellement un allié militaire des États-Unis, mais le peuple est globalement contre la guerre et, sauf l'intervention du PH, le pays aurait largement soutenu la guerre en Irak. En poussant le gouvernement à prendre position à l'avance et en portant la question à la connaissance publique, le PH permit au peuple de peser sur la politique menée.

## Juntos Podemos Más
En 2003, à l'initiative du PH, une force de coalition de gauche anti-libérale, Junto Podemos, est constituée avec une trentaine d'organisations, dont le Parti communiste, le MIR et la gauche chrétienne.  
Les élections municipales suivantes sont un succès, les synergies ont amenée davantage de suffrages (9 % au niveau national) que les forces séparées aux municipales précédentes.
En 2005, Podemos se présente aux présidentielles avec un candidat unique, Tomás Hirsch (Parti humaniste). Ce dernier avait été ambassadeur dans les années 1990. Avec 6 % des voix, il ressort troisième des quatre candidats du premier tour. C'est à nouveau mieux que précédemment. En 2008, un nouvel accord est signé au sein du Podemos pour des municipales communes, mais le Parti humaniste quitte l'alliance lorsque celle-ci s'allie, pour les élections parlementaires de 2009, avec la Concertation. Il s'allie alors avec le Parti écologiste pour former Nueva Mayoría para Chile, qui n'obtient aucun élu.